# クレイグ・ミラー
クレイグ・ミラー（Craig Millar、1990年10月29日 - ）は、ジャパンラグビーリーグワンの埼玉パナソニックワイルドナイツに所属するラグビーユニオン選手。

## プロフィール
- ニュージーランドダニーデン出身[1]。
- ポジションはプロップ(PR)。
- 身長 186 cm、体重 116 kg
- ニックネームはミューズィー[2]。
- 趣味は釣り。
- 日本代表キャップは17。（2023年10月8日現在）
- 世界選抜に選ばれたことがある[3]。
- バーバリアンズに選ばれたことがある[4]。

## 来歴
オタゴボーイズ高校、オタゴ大学、オタゴ、ハイランダーズを経て、2017年12月にはサンウルブズの2018年スコッドに選ばれた。
2018年、パナソニック ワイルドナイツに加入。同年8月31日に行われたジャパンラグビートップリーグ第1節のクボタスピアーズ戦にて先発出場で日本での公式戦初出場を果たす。
2021年6月26日に行われたリポビタンDツアー2021ブリティッシュ・アンド・アイリッシュ・ライオンズ戦にて途中出場で日本代表初キャップを獲得した。